# Murray Pierce
Murray James Pierce (Timaru, 1º novembre 1957) è un ex rugbista a 15 neozelandese, seconda linea della provincia di Wellington e campione del mondo nel 1987 con gli All Blacks.

## Biografia
Il primo club di Pierce fu il Combined Services, squadra interforze di Wellington, in ragione del suo arruolamento in polizia; entrò quindi nel 1982 nella selezione provinciale della capitale neozelandese con i quali militò fino al 1990.
Nel 1984 debuttò in un incontro infrasettimanale con gli All Blacks, con i quali disputò il suo primo test match un anno più tardi, avversaria l'Inghilterra.
Nel 1986 ricevette una squalifica di due incontri per avere preso parte al contestato tour non ufficiale dei New Zealand Cavaliers in Sudafrica ma l'anno seguente, seppure non prima scelta, guadagnò un posto per la Coppa del Mondo di rugby 1987 che fu ospitata congiuntamente da Australia e Nuova Zelanda, e che gli All Blacks si aggiudicarono.
In tale competizione Pierce scese in campo in cinque dei sei incontri che videro la sua squadra impegnata.
Dopo un breve periodo in Sudafrica in cui fu testato dalla selezione di Natal, tornò in Nuova Zelanda e nel 1989 disputò i suoi ultimi incontri internazionali, per poi ritirarsi nel 1990 e intraprendere la carriera di consulente finanziario e saltuariamente di commentatore sportivo.

## Palmarès
- Coppe del mondo: 1
Nuova Zelanda: 1987